# Pronti alla rissa
Pronti alla rissa (Ready to Rumble) è un film commedia del 2000 diretto da Brian Robbins.

## Trama
Gordie e Sean, due amici patiti di wrestling, vanno a vedere lo show del lunedì sera della federazione WCW, Nitro, dove lotta il loro idolo Jimmy King.
Durante la puntata King perde il titolo di campione del mondo contro Diamond Dallas Page, che in combutta con l'organizzatore dello spettacolo gli tende una trappola modificando gli accordi presi in precedenza.
Rimasti sconvolti dall'umiliazione inflitta al loro beniamino, Gordie e Sean partono alla sua ricerca desiderosi di convincerlo a prendersi la sua rivincita: il viaggio sarà costellato da numerose gag e porterà all'attacco nel backstage da parte di Jimmy King su DDP, cosa che sancirà la stipulazione della rivincita da cui King uscirà vincitore.

## Curiosità
Nel film recitano molti wrestler della WCW tra i quali Diamond Dallas Page, Goldberg, Sting, "Macho Man" Randy Savage, Billy Kidman, X-Pac, Disco Inferno, Perry Saturn e Sid Vicious.